# Allium pyrenaicum
 (mars 2017).
Espèce
Classification APG III (2009)
Statut de conservation UICN

 VU  : Vulnérable
L'ail des Pyrénées (Allium pyrenaicum) est une espèce de plante herbacée vivace appartenant au genre Allium (les ails) et à la famille des Amaryllidacées. Il est endémique des Pyrénées espagnoles et classé vulnérable par l'UICN.
Ses ombelles à fleurs blanches ou roses s'épanouissent en été dans les rocailles et lisières forestières, entre 600 et 1 300 mètres d'altitude.

## Description
Plante à bulbe, érigée, de taille moyenne (10 à 30 cm). Ses feuilles sont linéaires, planes et la tige est triangulaire. L'inflorescence en ombelle presque sphérique porte des fleurs à tépales roses ou blancs, plus courts que les étamines. Sa floraison se produit de juin à août. Son fruit est une capsule.

## Habitat et répartition
On la trouve  en lisières forestières, dans les rocailles. Elle est endémique des Pyrénées espagnoles (Catalogne,  Aragon).